# Енар Яагер
Енар Яагер (ест. Enar Jääger; нар. 18 листопада 1984, Кохіла, Естонська РСР) — естонський футболіст, захисник.

## Клубна кар'єра

### «Флора»
На дорослому рівні дебютував за фарм-клуб «Флори», «Лелле», 2 квітня 2000 року в програному (1:3) домашньому поєдинку Есілііги проти «Меркур Тарту». У грудні 2000 року перейшов до резервної команди «Флори», «Валги». У футболці «Флори» дебютував 4 листопада 2001 року в переможному (3:0) виїзному поєдинку Мейстріліги проти «Лоотуса». У сезоні 2003 року допоміг команді виграти Мейстерлігу.

### «Торпедо» (Москва)
3 лютого 2005 року підписав 3-річний контракт із клубом російської Прем'єр-ліги «Торпедо» (Москва) за нерозкриту суму, ставши третім естонським гравцем у клубі після Андреса Опера та Андрія Степанова. В еліті російського футболу дебютував 13 березня в переможному (3:1) домашньому поєдинку проти «Ростова».

### «Олесунн»
8 березня 2007 року підписав 2,5-річний контракт на 2,5 роки з норвезьким клубом «Олесунн» за нерозкриту суму відступних. У Тіппелігаен дебютував 16 травня 2007 року в переможному (4:0) виїзному матчі проти «Стремсгодсета».

### «Асколі»
19 липня 2009 року підписав 3-річну угоду з представником Серії B «Асколі». У Серії B дебютував 21 серпня 2009 року в нічийному (1:1) домашньому матчі проти «Галліполі».Проте стати основним гравцем «Асколі» не зміг, зіграв 5 матчів у чемпіонаті, а 31 січня 2010 року вільним агентом залишив клуб.

### Повернення в «Олесунн»
Енар відхилив пропозицію від клубу Major League Soccer «Нью-Йорк Ред Буллз» й повернувся до Норвегії, де 5 березня 2010 року підписав 2-річний контракт з «Олесунном». 6 листопада 2011 року відзначився першим голом у переможному (2:1) поєдинку фіналу кубку Норвегії над «Бранном», завдяки чому виграв свій перший трофей з клубом. Після завершення сезону 2011 року не продовжив контракт.
5 січня 2012 року пройшов медичне обстеження в клубі Екстракляси «Лехія» (Гданськ), але відхилив пропозицію контракту, щоб розглянути інші варіанти продовження кар'єри. Після цього побував на перегляді у переможця шотландської Прем'єр-ліги «Рейнджерс». Головний тренер «Рейнджерс» Аллі Маккойст був вражений Яагером і дуже хотів його підписати, але гравцеві довелося покинути клуб без пропозиції, оскільки керівництво не змогло зменшити фонд заробітної плати, щоб звільнити місце для нових гравців. Незважаючи на інтерес з боку команд з Чемпіоншипу «Крістал Пелес» і «Лідс Юнайтед», а також «Чарльтона Атлетік» з Першої ліги, Яегер не зміг отримати контракт до березня 2012 року.
13 березня 2012 року підписав однорічний контракт з «Олесунном» після отримання покращеної пропозиції від свого колишнього клубу.

### «Льєрс»
15 липня 2013 року підписав однорічний контракт з можливістю продовження ще на рік з клубом бельгійської Про Ліги «Льєрс». Дебютував за клуб 27 липня в програному (1:2) домашньому матчі проти «Зюлте-Варегема».

### Повернення до «Флори»
У грудні 2014 року Ягер приєднався до тренувань з основною командою «Флори». 5 березня 2015 року підписав з клубом 1-річний контракт. Яагер призначений капітаном клубу напередодні сезону 2015 року.

### «Волеренга»
18 серпня 2015 року підписав контракт з клубом Тіппелігаен «Волеренга» до завершення сезону 2015 року. Дебютував за нову команду 28 серпня в програному (0:2) виїзному поєдинку проти свого колишнього клубу, «Олесунна». 4 січня 2016 року продовжив угоду з клубом ще на один рік. 30 березня 2017 року продовжив свій контракт ще на один рік.

### Друге повернення до «Флори»
14 червня 2019 року знову повернувся до «Флори», з якою підписав контракт до завершення сезону. Став одним з гравців команди, які виграли Мейстрілігу 2019, а також повторив вище вказане досягнення в Мейстрілізі 2020, яку скоротили через пандемію COVID-19. 5 грудня 2020 року, після завершення останнього матчу сезону, оголосив про завершення кар'єри гравця.

## Кар'єра в збірній
На міжнародному рівні дебютував 2000 року в юнацькій збірній країні (U-16). Також виступав за юнацькі збірній країни U-19 та U-20, а також в молодіжній збірній країні.
У національної збірної Естонії дебютував 12 жовтня 2002 року в переможному (3:2) товариському домашньому поєдинку проти Нової Зеландії, в якому на 69-й хвилині замінив Марко Крістала. Свій 100-й матч за збірну Естонії провів 19 листопада 2013 року, у 29-річному віці, в переможному (3:0) виїзному матчі проти Ліхтенштейну.

## Статистика виступів

### Клубна
Станом на 4 грудня 2018
| Клуб               | Сезон   | Ліга               | Ліга  | Ліга | Кубок | Кубок | Єврокубки | Єврокубки | Інші  | Інші | Загалом | Загалом |
| Клуб               | Сезон   | Дивізіон           | Матчі | Голи | Матчі | Голи  | Матчі     | Голи      | Матчі | Голи | Матчі   | Голи    |
| ------------------ | ------- | ------------------ | ----- | ---- | ----- | ----- | --------- | --------- | ----- | ---- | ------- | ------- |
| «Лелле»            | 2000    | Есілііга           | 25    | 0    |       |       | —         | —         | —     | —    | 25      | 0       |
| «Тервіс» (Пярну)   | 2000    | Есілііга           | 2     | 0    |       |       | —         | —         | —     | —    | 2       | 0       |
| «Тервіс» (Пярну)   | 2003    | Есілііга           | 6     | 0    | 0     | 0     | —         | —         | 0     | 0    | 6       | 0       |
| «Тервіс» (Пярну)   | Загалом | Загалом            | 8     | 0    | 0     | 0     | —         | —         | 0     | 0    | 8       | 0       |
| «Валга»            | 2001    | Есілііга           | 21    | 1    | 1     | 0     | —         | —         | 1     | 0    | 23      | 1       |
| «Валга»            | 2002    | Есілііга           | 13    | 0    | 0     | 0     | —         | —         | —     | —    | 13      | 0       |
| «Валга»            | Загалом | Загалом            | 34    | 1    | 1     | 0     | —         | —         | 1     | 0    | 36      | 1       |
| «Флора»            | 2001    | Мейстріліга        | 1     | 0    | 0     | 0     | 0         | 0         | —     | —    | 1       | 0       |
| «Флора»            | 2003    | Мейстріліга        | 22    | 1    | 3     | 0     | 2         | 0         | 1     | 0    | 28      | 1       |
| «Флора»            | 2004    | Мейстріліга        | 25    | 1    | 5     | 0     | 2         | 0         | 1     | 0    | 33      | 1       |
| «Флора»            | Загалом | Загалом            | 48    | 2    | 8     | 0     | 4         | 0         | 2     | 0    | 62      | 2       |
| «Торпедо» (Москва) | 2005    | Прем'єр-ліга Росії | 13    | 0    | 3     | 0     | —         | —         | —     | —    | 16      | 0       |
| «Торпедо» (Москва) | 2006    | Прем'єр-ліга Росії | 22    | 0    | 6     | 0     | —         | —         | —     | —    | 28      | 0       |
| «Торпедо» (Москва) | Загалом | Загалом            | 35    | 0    | 9     | 0     | —         | —         | —     | —    | 44      | 0       |
| «Олесунн»          | 2007    | Тіппеліга          | 19    | 0    | 4     | 0     | —         | —         | —     | —    | 23      | 0       |
| «Олесунн»          | 2008    | Тіппеліга          | 23    | 1    | 3     | 0     | —         | —         | 2     | 0    | 28      | 1       |
| «Олесунн»          | 2009    | Тіппеліга          | 16    | 0    | 3     | 0     | —         | —         | —     | —    | 19      | 0       |
| «Олесунн»          | Загалом | Загалом            | 58    | 1    | 10    | 0     | —         | —         | 2     | 0    | 70      | 1       |
| «Асколі»           | 2009–10 | Серія B            | 5     | 0    | 0     | 0     | —         | —         | —     | —    | 5       | 0       |
| «Олесунн»          | 2010    | Тіппеліга          | 26    | 0    | 2     | 0     | 1         | 0         | 0     | 0    | 29      | 0       |
| «Олесунн»          | 2011    | Тіппеліга          | 27    | 2    | 5     | 0     | 7         | 0         | —     | —    | 39      | 2       |
| «Олесунн»          | 2012    | Тіппеліга          | 25    | 0    | 1     | 0     | 2         | 0         | —     | —    | 28      | 0       |
| «Олесунн»          | Загалом | Загалом            | 78    | 2    | 8     | 0     | 10        | 0         | 0     | 0    | 96      | 2       |
| «Льєрс»            | 2013–14 | Ліга Жупіле        | 22    | 0    | 0     | 0     | —         | —         | —     | —    | 22      | 0       |
| «Флора»            | 2015    | Мейстріліга        | 16    | 0    | 3     | 0     | 2         | 0         | —     | —    | 21      | 0       |
| «Волеренга»        | 2015    | Тіппеліга          | 9     | 2    | 0     | 0     | —         | —         | —     | —    | 9       | 2       |
| «Волеренга»        | 2016    | Тіппеліга          | 11    | 1    | 3     | 0     | —         | —         | —     | —    | 14      | 1       |
| «Волеренга»        | 2017    | Елітесеріен        | 27    | 2    | 5     | 1     | —         | —         | —     | —    | 32      | 3       |
| «Волеренга»        | 2018    | Елітесеріен        | 3     | 0    | 0     | 0     | —         | —         | —     | —    | 3       | 0       |
| «Волеренга»        | Загалом | Загалом            | 50    | 5    | 8     | 1     | —         | —         | —     | —    | 58      | 6       |
| «Волеренга 2»      | 2017    | 2 Дивізіон         | 1     | 0    | —     | —     | —         | —         | —     | —    | 1       | 0       |
| «Волеренга 2»      | 2018    | 2 Дивізіон         | 3     | 0    | —     | —     | —         | —         | —     | —    | 3       | 0       |
| «Волеренга 2»      | Загалом | Загалом            | 4     | 0    | —     | —     | —         | —         | —     | —    | 4       | 0       |
| Загалом            | Загалом | Загалом            | 383   | 11   | 47    | 1     | 16        | 0         | 5     | 0    | 451     | 12      |

1. ↑  Включаюич матчі Кубку Естонії, Кубку Росії та Кубку Норвегії
2. ↑  Матчі в плей-оф за підвищення Есіліги
3. 1 2  Матчі в Лізі чемпіонів УЄФА
4. 1 2  Матчі в Суперкубку Естонії
5. ↑  Матчі в плей-оф на вибування з Тіппеліги
6. 1 2 3 4  Матч(і) в Лізі Європи УЄФА

### У збірній
Станом на 4 грудня 2018
| Національна збірна | Рік     | Матчі | Голи |
| ------------------ | ------- | ----- | ---- |
| Естонія            |         |       |      |
| 2002               | 1       | 0     |      |
| 2003               | 9       | 0     |      |
| 2004               | 12      | 0     |      |
| 2005               | 11      | 0     |      |
| 2006               | 7       | 0     |      |
| 2007               | 10      | 0     |      |
| 2008               | 9       | 0     |      |
| 2009               | 10      | 0     |      |
| 2010               | 5       | 0     |      |
| 2011               | 11      | 0     |      |
| 2012               | 5       | 0     |      |
| 2013               | 10      | 0     |      |
| 2014               | 11      | 0     |      |
| 2015               | 8       | 0     |      |
| 2016               | 2       | 0     |      |
| 2017               | 5       | 0     |      |
| Загалом            | Загалом | 126   | 0    |

## Досягнення
«Валга»
- Есілііга
  -  Чемпіон (1): 2002

«Флора»
- Мейстріліга
  -  Чемпіон (3): 2003, 2019, 2020
- Суперкубок Естонії
  -  Володар (2): 2003, 2004

«Олесунн»
- Кубок Норвегії
  -  Володар (1): 2011